# Píkovaia dama
Píkovaia dama (transliterat del rus Пиковая дама, en català La dama de piques) és una òpera en tres actes i set escenes, amb música de Piotr Ilitx Txaikovski i llibret de Modest Txaikovski (germà del compositor), basada en el relat homònim d'Aleksandr Puixkin del 1834. Va ser estrenada el 19 de desembre [C.J. 7 de desembre] de 1890 al Teatre Mariïnski de Sant Petersburg, dirigida per Eduard Nápravník.
L'òpera se solia representar anteriorment en francès, sota el títol de Pique Dame. Recentment, s'ha adoptat el costum d'utilitzar-ne la versió original.
La trama de l'òpera gira entorn de Hermann, un oficial de l'exèrcit que té el seu paradís en els jocs d'atzar. Sacrifica el seu amor per Lisa, a la qual manipula per la seva obsessió a aconseguir una fórmula màgica, en poder de l'àvia de la jove, una vella Comtessa. Aquesta fórmula li permetria guanyar al joc de cartes anomenat faraó, però qui la revela a una altra persona, morirà. Havent provocat la mort de Lisa, Hermann se suïcida, enganyat pel fantasma de la seva víctima.
La història original de Puixkin va ser modificada perquè el drama fos apropiat per a l'òpera. Per al Hermann de Puixkin, Lisa és l'instrument per arribar a la Comtessa. A l'òpera, en canvi, Hermann és un enamorat apassionat que amenaça amb suïcidar-se si ella no correspon el seu amor. Tanmateix, l'amor per Lisa, tot i ser important, no ho és tant com l'obsessió que té amb el secret de les cartes. D'altra banda, en el relat de Puixkin, Hermann no mor, sinó que acaba internat en un manicomi, mentre que Lisa es casa amb un jove corrent. En l'òpera s'aguditzen les desigualtats socials que separen als personatges principals. En alguns moments de l'òpera, la desviació del relat permet al compositor crear efectes musicals i escènics espectaculars.
L'òpera és Romanticisme en estat pur: la tragèdia de l'heroi, un protagonista molt complex obsedit per la passió que el duu al desamor, al crim i a la mort, tot plegat potenciat per la presència d'elements onírics i fantasmagòrics.

## Origen i context
L'èxit extraordinari de la seva quarta òpera, Ievgueni Oneguin, en comparació amb les seves predecessores, va convèncer Txaikovski que només havia d'abordar històries en què es pogués sentir personalment implicat, preferiblement fins al punt d'identificar-se amb un dels personatges; tanmateix, va compondre La donzella d'Orleans, Mazeppa i La fetillera, totes elles pertanyents al vell món meyerbeerià de l'òpera grandiosa o històrica més que al drama personal íntim de Ievgueni Oneguin de Puixkin.

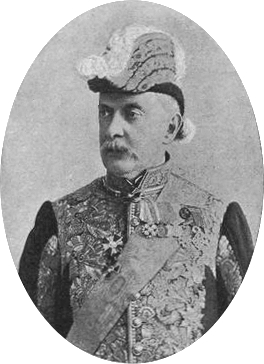
Iván Vsévolojski, director del Teatre Mariïnski, que li va encarregar l'òpera

Puixkin va publicar el 1834 el seu poderós estudi sobre el joc i el jugador compulsiu que sol anar en espiral a la misèria. En el relat de Puixkin, Hermann és un jugador empedreït dominat per la passió pel guany, que no dubta a mostrar-se enamorat d'una jove, Lisa, per aconseguir el seu objectiu. Lisa, òrfena, és la pupil·la d'una Comtessa de la qual es diu que té el secret d'una màgica combinació de cartes que assegura uns guanys de manera infal·lible. Hermann, està obsessionat per conèixer la fórmula màgica que li permetria guanyar al joc de cartes anomenat faraó. Fingeix estar enamorat de Lisa per apropar-se a la Comtessa i fer que li reveli el seu secret. Per culpa d'ell, la Comtessa mor, però el seu fantasma visita Hermann i finalment li revela el secret de les tres cartes, set, tres i as, que li permetran guanyar la partida decisiva. Però en destapar l'última carta, en comptes de l'esperat as de piques, surt la dama del mateix coll i té la impressió que la cara que hi ha a la carta és la de la Contessa, que li pica l'ull i somriu. Hermann, que ho ha perdut tot embogeix i, internat en una clínica mental, va repetint contínuament «el tres, el set, l'as! El tres el set la dama!…», mentre que Lisa es casa amb el fill de qui havia estat administrador de la Comtessa.
El relat aviat es farà popular arreu d'Europa i el món de l'òpera no va tardar a veure el seu potencial dramàtic inherent i només dos anys més tard va aparèixer una adaptació escènica del príncep Aleksandr Xakhovskoi titulada Crisomania o la passió pels diners. Jacques Halévy va escriure una òpera sobre el mateix relat, amb un llibret d'Augustin Eugène Scribe, que es donà a conèixer el 1850 a París com La tiradora de cartes.
Iván Vsévolojski, director dels Teatres Imperials de Sant Petersburg i que havia promocionat La bella dorment, es va adonar del potencial operístic del relat de Puixkin i va suggerir el tema a l'alumne de Txaikovski, Nikolai Klenovski, però aquest va ser tan lent en procedir que el seu llibretista, Vassili Kandaurov, va perdre la paciència. Finalment, Klenovski va abandonar el projecte, per raons que no estan del tot clares. El 1886 Vsévolojski la va proposar al germà de Txaikovski, Modest, amb l'esperança que engresqués el mateix Txaikovski en la idea. Més formalment, el 1888 Vsévolojski va demanar a Txaikovski d'escriure una òpera sobre el llibret del seu germà. El compositor va rebutjar la proposta perquè, en aquell moment, la història de Puixkin no el va atraure i perquè estava centrat en la seva Cinquena Simfonia.
Divuit mesos després, el 1889, Vsévolojski va reprendre la idea i aquesta vegada el projecte sí que va entusiasmar Txaikovski, que va acceptar l'encàrrec. El seu germà havia alterat sensiblement el relat original: els dos protagonistes se suïciden, Lisa en precipitar-se en un canal i Hermann a la mateixa taula de joc. L'objectiu era fer un llibret prou funcional per servir per a l'escena. Va crear algunes escenes inexistents en principi i nous personatges secundaris. I el compositor va resoldre hàbilment la dificultat per referir al públic els monòlegs i les reflexions interiors de certs instants de l'acció.
Cap a finals d'aquest mateix any, Txaikovski es va reunir amb els directors del teatre per a discutir el llibret, l'estructura de les escenes i els elements de la producció. Aquest canvi sobtat d'opinió del compositor va ser segurament causat per la necessitat de compondre una altra obra després del fracàs del seu ballet La bella dorment, que s'havia representat a Sant Petersburg a principis de 1890. El tsar i la cort van veure l'assaig general el 2 de gener però no van quedar entusiasmats, i tampoc el públic el dia l'estrena oficial de la nit següent.
De sobte, Txaikovski va sentir que havia de sortir de Rússia durant un temps. Va arribar a Florència el 30 de gener de 1890 i es va instal·lar en un apartament «còmode i agradable», més senzill que elegant, «com en una petita ciutat russa de província», i que li oferia el més important: pau i tranquil·litat. Va començar a treballar l'endemà mateix a un ritme furiós durant quaranta-quatre dies, completament immers en l'òpera. Componia de les 9 del matí a les 12:30; després dinava i feia i una caminada per fer exercici i per aclarir la ment. De tornada, escrivia cartes i, de 4 a 7 de la tarda, tornava a compondre; després sopava i, en havent sopat, es dedicava a la lectura o potser anava a una òpera. Les cartes que escrivia al seu germà Modest revelaven com gaudia amb el seu treball: «Modi, o m'equivoco terriblement i inexcusablement, o La dama de piques és una obra mestra.». El 20 de juny, l'òpera —totalment orquestrada— va ser lliurada a les editorials. Entre el juliol i el desembre de 1890, va completar uns canvis al text, recitatius i parts vocals. Els assajos van començar a la tardor.
A mesura que avançava l'òpera, hi va haver un debat epistolar amb el seu germà i amb el seu amic comú Herman Laroche sobre un dels principals canvis de la història original de Puixkin. El protagonista de Puixkin, Hermann, s'enamora de Lisa, però la utilitza principalment per accedir a l'àvia de la noia, la vella Comtessa, de qui es diu que ha guanyat una gran fortuna a les cartes mitjançant una tècnica secreta. Quan Hermann intenta forçar la vella perquè li expliqui el seu secret, sense voler l'espanta fins a morir; després no sabem res més de Lisa. El corrent constant de cartes tractava qüestions relacionades amb la música, l'escenografia i els canvis en el text. En alguns casos, el compositor, avançant-se als lliuraments procedents de Rússia, escrivia ell mateix el text que més tard enviava a Modest perquè el polís i corregís, tot advertint-lo que, com que ja n'havia compost la música, calia conservar la mètrica en qualsevol canvi que hi fes.
Al maig Txaikovski va tornar a Rússia, on va posar el punt final a la partitura. El mes següent va tocar tota l'òpera per al seu editor, Pyotr Jurgenson, i altres. Nikolai Fígner, el tenor que crearia el paper de Hermann, estava ansiós per veure el seu paper. Txaikovski el va visitar a principis de juliol per tocar-li tota la partitura. Fígner va crear dues versions per a l'ària de l'última escena. Tots aquests canvis es troben en les partitures i annexos de la primera i segona edicions.
Els germans Txaikovski van transformar el conte humorístic i irònic de Puixkin en una tragèdia romàntica i sentimental, van reemplaçar les observacions socials tergiversades de Puixkin per la psicologia i els sentiments. En la novel·la de Puixkin, el fred i calculador Hermann festeja la pobra òrfena Lisa en un esforç per saber el secret de l'anciana per poder apostar. Després de perdre la seva fortuna, Hermann acaba internat en un manicomi mentre que Lisa es casa amb un jove corrent. En l'òpera de Txaikovski, Lisa és una jove rica i és la neta de la Comtessa i no una pobra òrfena. Hermann és un heroi apassionat i romàntic enamorat de Lisa, però massa pobre per demanar-ne la mà. Ha d'esbrinar el secret de la Comtessa per enriquir-se i poder contreure matrimoni amb Lisa. La Lisa de Txaikovski se suïcida quan s'adona que l'obsessió de Hermann pel joc l'ha tornat boig. Hermann se suïcida després de perdre la seva fortuna. Els germans Txaikovski van afegir-hi el personatge del príncep Ieletski, el promès perfecte de Lisa. I a més van situar l'obra en el segle xix, en temps de Catalina la Gran, en lloc de situar-la en el seu període original, que era el segle xviii.
Tot i que el germà del compositor va fer alteracions radicals en la història de Puixkin, Txaikovski no va ser capaç de fer un personatge simpàtic de l'heroi, Hermann. El Hermann de Puixkin és una mica ridícul, com als escriptors russos sovint agradava retratar els personatges alemanys, i en la versió romàntica de Modest Puixkin, Hermann és un personatge odiós. Però el sentimentalisme del llibret va ser molt eficaç per a una òpera perquè hi combina festivitat, alegria, amor, terror, suspens, disbauxa i un toc de sobrenatural.
El personatge principal és Hermann i ha de cantar en les set escenes que componen l'òpera. Per tant, sol ser un paper que requereix una gran capacitat i excel·lents qualitats vocals. Va ser escrit per al reconegut tenor rus Nikolai Fígner, qui el va interpretar en l'estrena. Fígner s'havia convertit recentment en el tenor principal del teatre Mariïnski; un home guapo d'uns trenta anys, casat amb una soprano d'igual d'èxit, Medea Mei, era un cantant versàtil i un actor excepcionalment persuasiu.

## Representacions

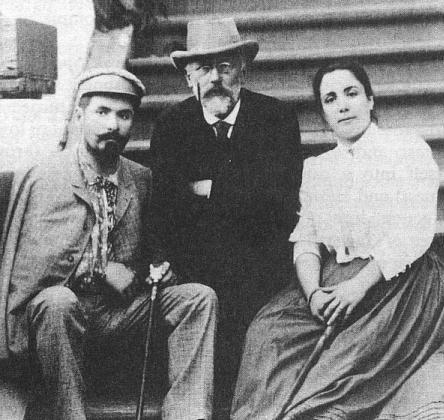
Tchaikovski amb el matrimoni Nikolai Fígner i Medea Mei, que van estrenar l'òpera

El compositor va participar en la preparació de l'estrena en el teatre Mariïnski de Sant Petersburg el 19 de desembre de 1890, dirigida per l'experimentat Eduard Nápravník. Els papers principals de Hermann i Lisa van ser interpretats per Nicolai Fígner i la seva esposa Medea Mei. Txaikovski estava molt satisfet de la seva obra. Els crítics van escriure comentaris molt favorables, sobretot per a Fígner. El mateix Txaikovski va escriure després: «Fígner i l'orquestra del teatre... han fet un verdader miracle». Tot i que només li quedaven tres anys de vida, encara va poder presenciar l'èxit total de l'òpera, igual al seu anterior Ievgueni Oneguin (també basada en una obra de Puixkin).
El llibret, en canvi, va rebre moltes crítiques perquè «violava» l'esperit de Puixkin. El relat sec i sofisticat de Puixkin va ser inflat pel romanticisme melodramàtic, afegint-hi dos suïcidis i omplint l'acció amb material irrellevant. Però els canvis van ser ideats pels requisits operístics. Hermann va ser idealitzat i va passar de ser un jugador fred i calculador a un home dividit entre l'amor i el joc. La Comtessa havia de ser més humana i més creïble. A Lisa no se li podia permetre viure feliç per sempre; de fet, va ser idea del compositor afegir-hi l'escena de la seva tràgica mort.
Després de l'estrena, l'òpera es va representar a Kíev el 31 de desembre i al Teatre Bolxoi de Moscou el 4 de novembre de 1891. La primera producció de l'òpera fora de Rússia va ser el 1892 a Praga, amb la presència del compositor i la direcció musical d'Adolf Čech. L'òpera es va anar establint com a membre permanent dels repertoris d'arreu del món. Gustav Mahler va dirigir-ne l'estrena a Viena el 1902, i ell mateix la va portar a Nova York el 1910. Es va cantar al Metropolitan, en alemany, amb Emmy Destinn i Leo Slezak, en els papers de Lisa i Hermann. No s'hi va tornar a representar fins a l'any 1965. Després, l'any 1972, s'hi va tornar a oferir, ara cantada en rus; era la primera vegada que el Metropolitan programava una òpera russa en el seu llenguatge original. El 1975, Nova York va veure la memorable actuació de l'Òpera Bolxoi. A Itàlia es va produir per primera vegada a La Scala de Milà el 1906, però a Venècia, la primera representació no es va fer fins a l'any 1967, quan es va programar a La Fenice, en una producció del Teatre Nacional de l'Òpera de Belgrad. A França es va cantar per primera vegada al Théâtre Sarah-Bernhardt de París (en rus) el 8 de juny de 1911. A Anglaterra es va estrenar el 1915 al London Opera House en rus i el 1950 al Covent Garden en anglès. Altres estrenes importants van ser el 1924 a Buenos Aires, el 1940 a l'Staatsoper de Zuric, el 1946 a l'Òpera estatal de Viena, el 1948 a Berlín i el 1971 al Festival de Glyndebourne.
Píkovaia dama es va estrenar a Catalunya al Gran Teatre del Liceu l'1 de desembre de 1922, amb Iuguina Ermolenko, Maria Davidoff i Stefan Bielina, sota la direcció de Serge Koussevitzky. Segons el crític Walter de La Vanguardia, l'obra havia arribat tard i ja estava desfasada. El públic va aplaudir diversos moments de l'obra, encara que no de manera entusiasta, però es pot qualificar de favorable l'acolliment dispensat a l'obra de Txaikovski.

## Argument

### Acte I
Sant Petersburg, a finals del segle xviii. En un parc, Surin i Txekalinski conversen sobre l'estrany comportament del seu company, l'oficial Hermann. Aparentment, ell està obsessionat amb els jocs d'atzar: passa tota la nit observant als seus amics fent apostes; no obstant això, no juga mai. Entra Hermann amb el Comte Tomski i admet que està enamorat d'una noia, però que no en sap el nom. Arriba el príncep Ieletski. Darrere seu venen Lisa, la promesa del príncep, i l'anciana Comtessa, àvia de Lisa. Hermann queda esbalaït en adonar-se que Lisa és la noia desconeguda. Després que Ieletski i les dones parteixen, Tomski relata la història de la Comtessa: Dècades enrere, a París, va guanyar una fortuna a la taula de jocs amb l'ajuda de les «tres cartes», una misteriosa combinació triomfadora. Ella només ha compartit aquest secret amb dues persones més, i una profecia diu que morirà en mans d'una tercera persona que intentarà forçar-la a revelar el secret. Els homes es mofen de la història, amb excepció de Hermann, que queda profundament commogut i decideix descobrir el secret de la Comtessa.
Lisa pensa en l'ambigüitat dels seus sentiments envers el seu promès i en la impressió que Hermann ha fet sobre ella. Per a la seva sorpresa, ell apareix sobtadament en el seu balcó i li declara el seu amor, demanant-li que s'apiadi d'ell. Lisa deixa anar els seus sentiments i confessa que ella també l'estima.

### Acte II
Ieletski ha notat un canvi en el comportament de Lisa. Durant un ball de gala, ell li assegura que l'estima. Hermann, que també està entre els convidats, rep una nota de Lisa, demanant-li que la vingui a trobar. Surin i Txekalinski es mofen d'ell amb la història de les «tres cartes». Uns músics toquen una peça pastoral per entretenir els convidats. Lisa lliura a Hermann la clau d'una porta del jardí per entrar a la seva cambra a través de la cambra de la Comtessa. Li diu que l'anciana no hi serà l'endemà, però Hermann insisteix a anar-hi aquella mateixa nit, creient que el destí li està donant l'oportunitat de descobrir el secret de la Comtessa.
En les estances de la Comtessa, Hermann queda fascinat amb un retrat d'ella quan era jove. Ell s'amaga quan la sent arribar de tornada del ball. Rememorant la seva joventut, la Comtessa es queda adormida en una butaca. Es desperta abruptament quan Hermann es posa dret davant d'ella, exigint que li expliqui el secret de les cartes. La Comtessa es nega a explicar-l'hi i, quan Hermann, cada vegada més desesperat, l'amenaça amb una pistola, ella mor de l'ensurt. Lisa entra corrent. Horroritzada en veure la seva àvia morta, s'adona que tot l'interès de Hermann estava posat en el secret de la Comtessa.

### Acte III
Hermann està caient en l'obsessió. A l'habitació, llegeix una carta de Lisa en què ella li demana que es trobin a la mitjanit. Ell es recorda del funeral de la Comtessa i de sobte, se li apareix el seu fantasma, dient-li que ha de salvar Lisa casant-s'hi. El fantasma li diu que les seves cartes de la sort seran el tres, el set i l'as.
Lisa espera Hermann davant d'un canal, i es demana si ell encara l'estima. Quan arriba finalment, ella li diu que han de marxar junts de la ciutat. Hermann s'hi nega, responent-li que ja sap el secret de les cartes i que va camí a la casa de jocs. Lisa s'adona que l'ha perdut i es llança al canal, on mor ofegada.
Els oficials estan jugant a les cartes juntament amb Ieletski, que ha trencat la seva relació amb Lisa. Hermann entra, distret, i immediatament aposta 40.000 rubles. Guanya amb les seves dues primeres cartes: un tres i un set. Pertorbant a tots amb el seu comportament maníac, declara que la vida és un joc. Per la ronda final, aposta en l'as, però perd quan apareix la reina de piques. Horroritzat i imaginant que és la Comtessa qui el mira des de la carta, Hermann s'apunyala, demanant el perdó de Ieletski i de Lisa.

## Anàlisi musical
Txaikovski decideix emprar un llenguatge musical que divergeix del ja llunyà Ievgueni Onieguin. Txaikovski va traslladar l'acció de l'òpera a finals del segle xviii i això li va permetre utilitzar un llenguatge amb elements del rococó, un estil que estimava i imitava amb facilitat. Com a exemple, les Variacions sobre un tema rococó per a violoncel i orquestra. L'intermezzo pastoral La Pastora Fidel va ser inserit pel compositor que va escriure al seu diari: «de vegades em va semblar que vivia al segle xviii i que després de Mozart no hi havia res». Va estudiar partitures orquestrals d'òperes antigues (que havia portat de Sant Petersburg) i va seleccionar l'ària Je crains de lui parler la nuit del Richard Coeur-de-lion de Grétry per ser cantat per la vella Comtessa en l'escena culminant del segon acte, quan Hermann vol sorprendre-la, com a evocació de la seva joventut. Això fa suposar que l'obra era prou coneguda pel públic del segle xix, fins i tot a Rússia, per ser percebuda com un signe de l'Antic Règim. Una altra inserció prestada va ser la polonesa festiva que anunciava l'entrada de la tsarina Isabel, basada en una melodia de l'antic compositor polonès d'origen belarús Józef Kozłowski.